# Myristica cagayanensis
Myristica cagayanensis är en tvåhjärtbladig växtart som beskrevs av Elmer Drew Merrill. Myristica cagayanensis ingår i släktet Myristica och familjen Myristicaceae. Inga underarter finns listade i Catalogue of Life.